# Guilhermina Luísa de Saxe-Meiningen
Guilhermina Luísa de Saxe-Meiningen (19 de janeiro de 1686 — Bernstadt, 5 de outubro de 1753) foi uma filha de Bernardo I, Duque de Saxe-Meiningen e duquesa de Württemberg-Bernstadt por casamento.

## Origens
Guilhermina Luísa era a filha mais nova de Bernardo I, Duque de Saxe-Meiningen, fruto do seu segundo casamento com Isabel Leonor de Brunsvique-Volfembutel. O seu irmão mais novo, António Ulrico, foi duque de Saxe-Meiningen entre 1746 e 1763.

## Casamento e vida posterior
Guilhermina casou-se a 20 de Dezembro de 1703 com Carlos, Duque de Württemberg-Bernstadt, filho de Júlio Sigismundo, Duque de Württemberg-Juliusburg e da sua esposa, a princesa Ana Sofia de Mecklemburgo-Schwerin. Apesar de estarem casados durante cinquenta anos, o casal não teve filhos, o que fez com que o ducado fosse herdado por um primo de Carlos, Carlos Cristiano Erdmann, Duque de Württemberg-Oels.
Guilhermina morreu a 5 de Outubro de 1753, aos sessenta-e-sete anos de idade.

## Genealogia
| Guilhermina Luísa de Saxe-Meiningen | Pai: Bernardo I, Duque de Saxe-Meiningen     | Avô paterno: Ernesto I, Duque de Saxe-Gota                            | Bisavô paterno: João II, Duque de Saxe-Weimar                                |
| Guilhermina Luísa de Saxe-Meiningen | Pai: Bernardo I, Duque de Saxe-Meiningen     | Avô paterno: Ernesto I, Duque de Saxe-Gota                            | Bisavó paterna: Doroteia Maria de Anhalt                                     |
| Guilhermina Luísa de Saxe-Meiningen | Pai: Bernardo I, Duque de Saxe-Meiningen     | Avó paterna: Isabel Sofia de Saxe-Altemburgo                          | Bisavô paterno: João Filipe, Duque de Saxe-Altemburgo                        |
| Guilhermina Luísa de Saxe-Meiningen | Pai: Bernardo I, Duque de Saxe-Meiningen     | Avó paterna: Isabel Sofia de Saxe-Altemburgo                          | Bisavó paterna: Isabel de Brunsvique-Volfembutel, Duquesa de Saxe-Altemburgo |
| Guilhermina Luísa de Saxe-Meiningen | Mãe: Isabel Leonor de Brunswick-Wolfenbüttel | Avô materno: António Ulrich, Duque de Brunsvique-Luneburgo            | Bisavô materno: Augusto de Brunsvique-Luneburgo                              |
| Guilhermina Luísa de Saxe-Meiningen | Mãe: Isabel Leonor de Brunswick-Wolfenbüttel | Avô materno: António Ulrich, Duque de Brunsvique-Luneburgo            | Bisavó materna: Sofia Doroteia de Anhalt-Zerbst                              |
| Guilhermina Luísa de Saxe-Meiningen | Mãe: Isabel Leonor de Brunswick-Wolfenbüttel | Avó materna: Isabel Juliana de Schleswig-Holstein-Sønderburg-Nordborg | Bisavô materno: Frederico de Schleswig-Holstein-Sønderburg-Nordborg          |
| Guilhermina Luísa de Saxe-Meiningen | Mãe: Isabel Leonor de Brunswick-Wolfenbüttel | Avó materna: Isabel Juliana de Schleswig-Holstein-Sønderburg-Nordborg | Bisavó materna: Leonor de Anhalt-Zerbst                                      |